# Nie widząc zła
Nie widząc zła (ang. See No Evil (lub Blind Terror)) – brytyjski thriller z 1971 w reżyserii Richarda Fleischera, z Mią Farrow w roli głównej. Film był emitowany także pod tytułem Ślepy strach.

## Fabuła
Niewidoma Sarah przyjeżdża w odwiedziny do swego wuja George'a, jego żony i córki, którzy mieszkają w wielkim domu na angielskiej prowincji. Następnego dnia postanawia wybrać się do swojego dawnego narzeczonego Steve'a, którego farma znajduje się w sąsiedztwie. Po powrocie odkrywa, że jej krewni zostali zamordowani...

## Obsada
- Mia Farrow - Sarah
- Norman Eshley - Steve Reding
- Robin Bailey - George Rexton
- Dorothy Alison - Betty Rexton
- Diane Grayson - Sandy Rexton
- Brian Rawlinson - Barker
- Paul Nicholas - Jacko, morderca
- Michael Elphick - Cygan Tom
- Barrie Houghton - Cygan Jack
- Lila Kaye - matka Cyganów
- Christopher Matthews - Frost
- Max Faulkner - pracownik Steve'a
- Scott Fredericks - pracownik Steve'a
- Reg Harding - pracownik Steve'a
- Donald Bisset - lekarz